# Mohammad Reza Lotfí

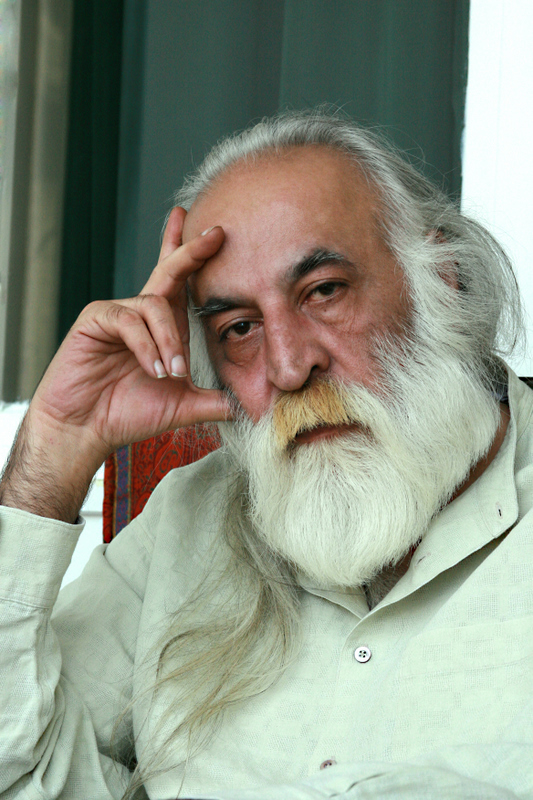

Mohammad Reza Lotfí (en persa: محمدرضا لطفی‎; Mohammad-Reza Lotfí; 7 de enero de 1947-2 de mayo de 2014) fue un músico clásico persa conocido por su maestría en el tar y setar.

## Vida y carrera
Animado por su hermano mayor, aprendió a tocar el tar y mostró su talento al ganar el primer premio del Festival Jóvenes Músicos de Irán en 1964. El año siguiente, comenzó sus estudios en el Conservatorio Nacional de Música persa en Teherán bajo la enseñanza de Habibollah Salehí y del maestro Alí Akbar Shahnazí. Fue intérprete de tar en la Orquesta Administración de Bellas Artes (Orquesta Sabá) bajo la dirección de Hosein Dehlaví. Otros eminentes maestros suyos fueron Abdollah Davamí, de quien aprendió el radif (repertorio de melodías y tonalidades de la música tradicional persa), y el Saíd Hormozí, de quien aprendió el setar.
Mientras asistía a la Facultad de Bellas Artes de la Universidad de Teherán, Lotfi se convirtió en estudiante del Maestro Nour-Ali Boroumand. También trabajó en el Centro para la Preservación y Propagación de la Música Tradicional Persa, tanto como solista como director. Sus otros logros fueron la enseñanza en el Centro para el Desarrollo Intelectual de Niños y Adolescentes, la investigación de la música folclórica para la Radio y la Televisión Nacionales y su aparición en el Festival de las Artes de Shiraz. Después de graduarse en 1973, Lotfi se unió a la facultad de Bellas Artes de la Universidad de Teherán.
Continuó su colaboración con Radio y Televisión y cofundó el Shayda Ensemble. Entre 1978 y 1980, Lotfi se convirtió en director de la Escuela de Música de la Universidad de Teherán. Se desempeñó como director del Centro para la Preservación y Propagación de la Música Tradicional Persa y el Centro "Chavosh". En 1984 Lotfi fue invitado por Fondazione Cini para participar en un seminario y realizar conciertos en Italia, donde residió durante dos años. Vivió en los Estados Unidos desde 1986 hasta su muerte y actuó ampliamente en Asia, Europa y América del Norte.

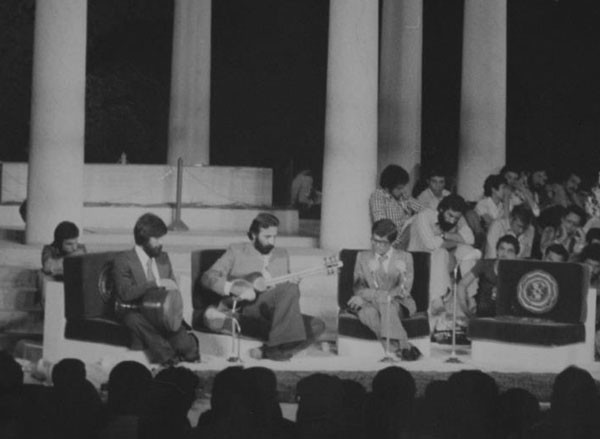
Lotfi (segundo por la izquierda) actuando en el Festival de las Artes de Shiraz junto a Naser Farhangfar (primero por la izquierda) y Shajarian, en 1976.

Músico prolífico, realizó numerosas grabaciones como solista y con músicos iraníes célebres como, Mohammad Reza Shajarian, Shahram Nazeri, Hossein Alizadeh y Parviz Meshkatian . Lotfi es uno de los más grandes maestros contemporáneos del alquitrán y el setar. Se encuentra entre las principales figuras que, en los últimos veinte años, han revolucionado la música tradicional (clásica) persa. Su enfoque innovador de combinar lo clásico con elementos folclóricos, tanto en términos de música como de técnica, ha inyectado una nueva vitalidad a una tradición muy antigua. Su creatividad original y la profunda calidad emocional de su forma de tocar lo han convertido en el padre de una nueva estética en la música persa.

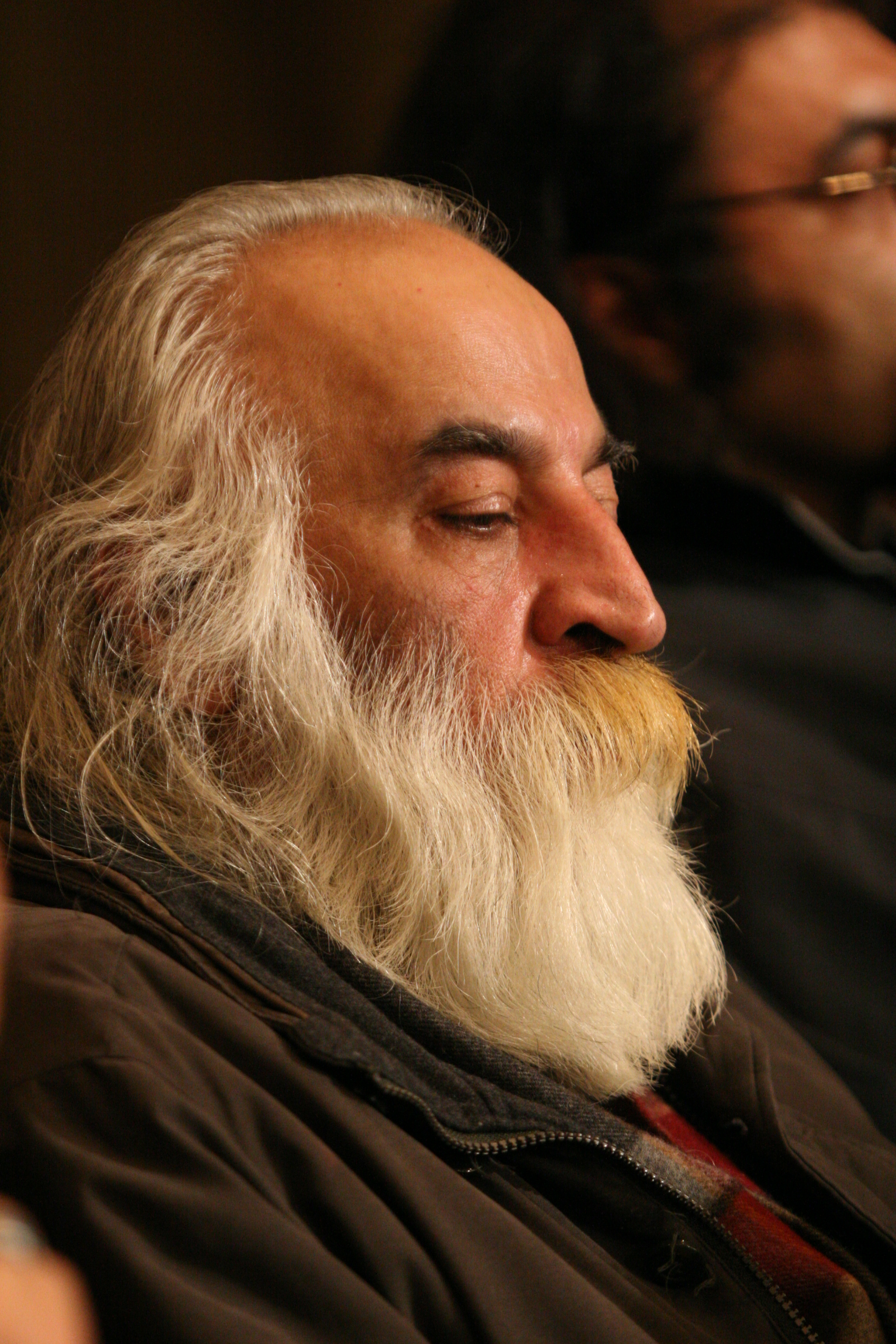
Mohammad-Reza Lotfi

## Obras vocales seleccionadas
Mohammad Reza Lotfi, tiene muchos trabajos con Mohammad Reza Shajarian realizados en radio o en conciertos comunes. También tiene muchas obras autovocales.
Es importante que Lotfi y Shajarian actuaron en el modo Rast-Panjgah en un concierto en vivo (1976), momento en el que nadie había actuado en este modo durante al menos 20 años.

## Muerte
Mohammad Reza Lotfí murió el 2 de mayo de 2014 (67 años de edad) tras sufrir de un cáncer.